# Scarlett (miniserial)
Scarlett – miniserial z roku 1994, ekranizacja powieści pod tym samym tytułem Alexandry Ripley, będącej legalnym sequelem do słynnego dzieła Margaret Mitchell „Przeminęło z wiatrem”.
Przedstawia dalsze losy Scarlett O’Hary, walczącej o odzyskanie ukochanego Rhetta Butlera.

## Fabuła
Seria rozpoczyna się wyjazdem Scarlett na pogrzeb Melanie Hamilton Wilkes. Była jej szwagierką i rywalką o względy Ashleya Wilkes. Przez to sam Rhett Butler – mąż Scarlett – nie był obecny na tym wydarzeniu. Mając złamane serce z powodu jego odejścia od niej, udała się do Tary. Tam dowiedziała się od siostry, że Mammy, jej ostoja z dzieciństwa, umiera. Na miejscu nadała telegram do Rhetta z tą wiadomością. Podszyła się pod szwagra od strony siostry Suellen, Willa Benteen. Wiedziała, że nie przyjechałby do Tary, gdyby wiedział, że tam jest ona sama. Podstęp się udał. Zanim Mammy zgasła, służąca kazała Butlerowi przysiąc, że będzie opiekował się swoją „owieczką”, czyli Scarlett. Zgodził się, ale nie miał ochoty dotrzymać obietnicy. Po śmierci Afroamerykanki, oboje wdali się w burzliwą kłótnię, po której on odszedł. Scarlett wróciła do Atlanty z zamiarem odzyskania męża.

## Obsada
| Aktor                 | Rola                   | Opis                                  |
| --------------------- | ---------------------- | ------------------------------------- |
| Joanne Whalley-Kilmer | Katie Scarlett O’Hara  | główna bohaterka                      |
| Timothy Dalton        | Rhett Butler           | trzeci i czwarty mąż Scarlett         |
| Stephen Collins       | Ashley Wilkes          | były ukochany Scarlett                |
| Annabeth Gish         | Anne Hampton Butler    | druga i nieżyjąca żona Rhetta         |
| Colm Meaney           | Colum O’Hara           | ksiądz, kuzyn Scarlett                |
| Sean Bean             | lord Fenton            | gwałciciel Scarlett                   |
| Melissa Leo           | Suellen O’Hara Benteen | siostra Scarlett                      |
| Ray McKinnon          | Will Benteen           | mąż Suellen                           |
| John Gielgud          | Pierre Robillard       | dziadek Scarlett od strony matki      |
| Julie Harris          | Eleanor Butler         | matka Rhetta                          |
| Barbara Barrie        | Pauline Robillard      | siostra matki Scarlett                |
| Jean Smart            | Sally Brewton          | przyjaciółka Rhetta                   |
| Ann-Margret           | Belle Watling          | „burdelmama” w Atlancie               |
| Paul Winfield         | Duży Sam               | były brygadzista w Tarze sprzed wojny |
| Esther Rolle          | Mammy                  | była mamka Scarlett i jej matki       |
| Tina Kellegher        | Mary Boyle             | służąca lorda Fenton                  |
| Colm Meaney           | Colum O’Hara           | kuzyn Scarlett i Irlandczyk           |